# إرنست هنري (مهندس)
إرنست هنري هو مهندس سويسري، ولد في 1885 في جنيف في سويسرا، وتوفي في 1950 في باريس في فرنسا.